# بخش دیر کریک (شهرستان مدیسون، اوهایو)
بخش دیر کریک (به انگلیسی: Deer Creek Township) یک منطقهٔ مسکونی در ایالات متحده آمریکا است که در شهرستان مدیسون، اوهایو واقع شده‌است.
 بخش دیر کریک ۸۰٫۲ کیلومتر مربع مساحت و ۱٬۰۳۰ نفر جمعیت دارد و ۳۰۸ متر بالاتر از سطح دریا واقع شده‌است.